# سیسیل ئی. بورد
سیسیل ئی. بورد (انگلیسی: Cecil E. Boord; – تاریخ ورودی نامعتبر است) شیمی‌دان اهل ایالات متحده آمریکا بود. سنتز اولفین بورد در شیمی آلی نخستین بار توسط این شیمیدان در سال ۱۹۳۰ توصیف شد.